# Reni Jusis
Reni Jusis, właśc. Renata Jusis (ur. 29 marca 1974 w Koninie) – polska piosenkarka, autorka tekstów, muzyki i producentka nagrań.
W 2013 została uznana przez redakcję magazynu „Glamour” jedną z dziesięciu Kobiet Dekady, którymi mianowano „najsilniejsze i najbardziej inspirujące osobowości w polskim show-biznesie”.

## Młodość
Dorastała w Mielnie. W wieku siedmiu lat zaczęła naukę w Zespole Szkół Muzycznych im. Grażyny Bacewicz w Koszalinie w klasie fortepianu. W 1993 roku ukończyła Państwowe Liceum Muzyczne w klasie rytmiki.
W 1998 obroniła dyplom na Wydziale Dyrygentury Chóralnej, Edukacji Muzycznej i Muzyki Kościelnej Akademii Muzycznej w Poznaniu.

## Kariera muzyczna
Jej pierwszym sukcesem było wygranie wakacyjnego konkursu piosenki. W 1993 występowała na scenie Bałtyckiego Teatru Dramatycznego w Koszalinie w musicalu Fatamorgana, do którego muzykę napisał jej kolega ze szkoły Adam Sztaba. To wtedy przykuła uwagę producenta o pseudonimie Yaro, który zaproponował wokalistce śpiewanie chórków w jego rockowym zespole, aby później ruszyć z nią w trasę koncertową. Następnie dołączyła do składu jego zespołu i śpiewała refreny w jego utworach, a prywatnie została jego partnerką. Wspólnie otwierali koncerty Liroya, dzięki któremu poznali Michała Urbaniaka, który otoczył parę opieką artystyczną. Wspólnie stworzyli kilka utworów, które nigdy nie zostały opublikowane. Urbaniak polecił jednak Jusis polskim wytwórniom muzycznym. Wkrótce podpisała kontrakt płytowy z wytwórnią Pomaton EMI. W 1997 ukazała się płyta Yaro z wokalami Jusis, zatytułowana Jazzda, która przyniosła przeboje „Rowery dwa” i „Dziś jest pełnia”.
W 1998 w sprzedaży pojawił się pierwszy album solowy Reni Jusis pt. Zakręcona, na którym znalazły się piosenki będące mieszanką muzyki R&B, funk i hip-hopu. Za album otrzymała trzy nagrody polskiego przemysłu fonograficznego Fryderyki w kategoriach: „Debiut roku”, „Album roku rap/hip-hop” i „Przebój roku” (za singel „Zakręcona”). Pomimo sukcesu płyty, konflikty na tle artystycznym i prywatnym doprowadziły do zakończenia współpracy Yaro z Reni oraz do rozpadu ich związku.
W 1999 wydała swój drugi album studyjny pt. Era Renifera, który utrzymany był w podobnej stylistyce co debiutancka płyta, zawierał jednak dodatkowo elementy muzyki reggae. Samodzielnie wyprodukowała i niemal w całości napisała oraz skomponowała cały materiał. Największym powodzeniem cieszył się utwór „Dreadlock Holiday”, będący coverem hitu formacji 10cc o tym samym tytule. Album zapewnił piosenkarce nominację do Fryderyka w kategorii „Album roku pop”. Artystka nominowana była też do zdobycia statuetki w kategorii „Teledysk roku” (za klip do singla „W głowie woda”).
Kolejny album Elektrenika ukazał się po dwuletniej przerwie i stanowił zwrot w dotychczasowym brzmieniu muzyki Jusis. Zdecydowała się na nagranie materiału zachowanego w stylu elektronicznej muzyki dance osadzonej w klimacie klubowych rytmów, jak 2-step oraz house, z domieszką funku i acid jazzu. Prawie wszystkie teksty Jusis stworzyła samodzielnie, podobnie jak połowę kompozycji. Drugą połowę skomponowała wspólnie z Michałem Przytułą, który wyprodukował razem z nią cały album. Przytuła pracował już z Jusis nad jej wcześniejszymi płytami jako realizator dźwięku. Płyta była promowana trasą koncertową pod nazwą Electrenic Night, co pomogło jej w zdobyciu popularności wśród fanów muzyki klubowej. Album przyniósł dwa przeboje – „Nic o mnie nie wiecie” oraz „Nigdy ciebie nie zapomnę” (na płycie pod tytułem „Jakby przez sen”). W 2003 wydała czwarty album studyjny pt. Trans Misja, który był utrzymany w stylu electropop. Płyta promowała singlami „Kiedyś cię znajdę”, „Ostatni raz (nim zniknę)” oraz „It’s Not Enough”, a ponadto podczas trasy koncertowej pod tytułem Top Secret Tour. W 2004 Jusis otrzymała za płytę statuetkę Fryderyka w kategorii: „Album roku dance/elektronika/muzyka klubowa”.

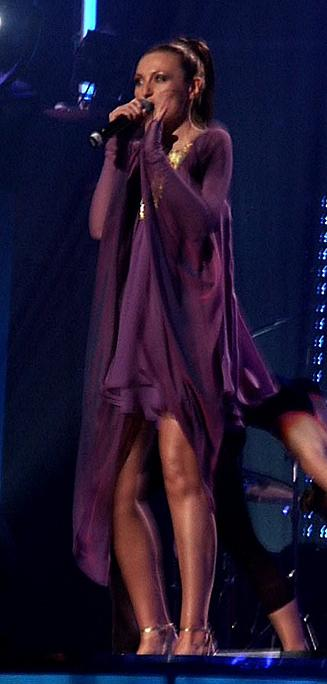
Reni Jusis podczas występu na Eska Music Awards, 2006

W 2006, po rozstaniu z EMI Music na rynek trafił pięciopłytowy box Dyskografia, zawierający jej wszystkie cztery albumy oraz płytę DVD z jej wszystkimi solowymi klipami. W tym samym roku wydała piąty album studyjny pt. Magnes, który wydana nakładem własnej wytwórni Pink Pong Records. Album został utrzymany w stylistyce electrodance, na którym wszystkie piosenki połączono w jeden nieprzerwany klubowy set. Pierwszy singiel „Kilka prostych prawd” ukazał się dziewięć miesięcy przed wydaniem albumu, jeszcze w 2005. Premierze albumu towarzyszyło ukazanie się drugiego, tytułowego singla – „Magnes”, a następnie singli „Mixtura” oraz „Niemy krzyk”. Oprócz siedmiu premierowych utworów, na płycie znalazły się także nowe wersje trzech starszych utworów wokalistki: „Leniviec”, „Nigdy ciebie nie zapomnę” (jako „How Can I Ever Forget You”) i „Kto pokocha” (jako „Single Bite Lover”) oraz remiksy pierwszych dwóch promujących ją singli. W listopadzie 2006 w warszawskim Centrum Olimpijskim odbył się kwadrofoniczny koncert artystki, promujący specjalną czteropłytową edycję albumu Magnes, zawierającą dodatkowo wszystkie promujące go maxisingle i teledyski. W 2007 Jusis otrzymała kolejną statuetkę Fryderyka w kategorii: „Album roku muzyka klubowa”. Rok po premierze albumu jego promocję wsparto klubową trasą koncertową o nazwie Magnes Live Tour, którą promował premierowy singiel „Motyle”. Utwór ten, pod pierwotnym tytułem „Schowajmy się przed światem”, był zgłoszony do konkursu „Premiery” Krajowego Festiwalu Piosenki Polskiej w Opolu, jednak ostatecznie trafił tam jedynie na listę rezerwową. Później pod zmienionym już tytułem startował w polskich preselekcjach do konkursu „Bursztynowy Słowik” międzynarodowego festiwalu piosenki Sopot Festival.
Po blisko dwuletniej przerwie zmieniła styl muzyczny płyty i w 2009 wydała album pt. Iluzjon cz. I, zawierający muzykę akustyczną. Album został wydany nakładem nowej własnej wytwórni płytowej artystki, Amfibia Records. Promowały go single „A mogło być tak pięknie” i „Dwoje na huśtawce”. Zawierał też trzy duety: ze Stanisławem Sojką, z Gabą Kulką oraz z Tomkiem Makowieckim. Album zawierał głównie własne kompozycje i teksty Jusis. W ramach jego promocji, w nawiązaniu do jego tytułu, artystka dała koncert promocyjny w tytułowym warszawskim kinie Iluzjon. Płyta uzyskała nominację do Fryderyka w kategorii „Album roku piosenka poetycka”. W 2010 podczas Krajowego Festiwalu Piosenki Polskiej w Opolu wystąpiła w koncercie „SuperDuety” wspólnie z zespołem Skaldowie, z którym przedstawiła m.in. akustyczną wersję przeboju „Kiedyś cię znajdę”. Również w 2010 nagrała utwór „Twoją wiarę mam”, który znalazł się w ścieżce dźwiękowej polskiej wersji animowanego filmu z wytwórni Walta Disneya, Dzwoneczek i uczynne wróżki. Zaśpiewała też gościnnie na albumie grupy Miss Polski pt. Fitness, w utworze „Specjaliści w nocy”. Ponadto nagrała utwór „Tęsknię” w duecie z aktorem Lesławem Żurkiem na charytatywny album pt. Ladies And Gentlemen 2011, zawierający duety gwiazd muzyki z gwiazdami filmu.
Po czterech latach nieobecności na scenie muzycznej, w 2014 powróciła do show-biznesu poprzez udział w pierwszej edycji programu TVP2 SuperSTARcie. Zajęła ósme miejsce. W 2016 podpisała kontrakt płytowy z Sony Music i wydała album studyjny pt. Bang!, na którym znalazły się piosenki utrzymane w awangardowym, elektronicznym brzmieniu. Płytę promowała singlami „Bejbi siter”, „Zombi świat” i „Delta”, a także podczas klubowej trasy koncertowej Bang! Tour. W 2017 płyta została ponadto uhonorowano statuetką Fryderyka w kategorii „Album roku elektronika”. 21 września 2018 wydała ósmy album studyjny pt. Ćma.
4 kwietnia 2020 wykonała własną interpretację utworu „Voyage Voyage” podczas charytatywnego koncertu #koncertdlabohaterów zorganizowanego przez Fundację TVN „Nie jesteś sam” i emitowanego przez serwis Player.pl. 11 września wystąpiła podczas koncertu TVP Gramy dla Białorusi. 19 września była uczestniczką specjalnego odcinka programu Jaka to melodia?, w którym wykonała także swój utwór „Kiedyś cię znajdę”. 2 października na jej oficjalnym kanale w serwisie YouTube ukazał się zapis koncertu „Je suis Reni”, na którym wykonała akustyczne interpretacje swoich ulubionych francuskich piosenek. 7 czerwca 2021 wydała singiel „Pole widzenia” nagrany w duecie z thekayetanem w ramach obchodów Miesiąca Dumy LGBT. 21 czerwca wydała singiel „Lawenda” zwiastujący jej dziewiąty album. 14 lipca ukazała się płyta Je suis Reni zawierająca francuskie szlagiery o miłości w wykonaniu Jusis i zaproszonych przez nią gości.
W 2023 obchodziła dwudziestolecie wydania płyty Trans Misja; z tego tytułu wydała limitowaną edycję wytłoczoną na białym winylu oraz minialbum Renixy z remiksami singla „Kiedyś cię znajdę”, a także wyruszyła w jubileuszową trasę koncertową Re Trans Misja. Rok później wydała album Re Trans Misja z nowymi wersjami utworów z tego albumu.

## Działalność pozamuzyczna
Na początku 2011 na polski rynek trafiła gra komputerowa Test Drive Unlimited 2, dubbingowana przez Jusis wspólnie z Maciejem Maleńczukiem.
W 2011 wydała książkę wraz z Magdą Targosz pt. Poradnik dla zielonych rodziców, przedstawiająca metody wychowywania dzieci w zgodzie z ekologią. Książka była podsumowaniem ich autorskiego cyklu Ekomama, prezentowanego od września 2010 w programie Dzień dobry TVN.
Była uczestniczką pierwszej edycji programu rozrywkowego TVP1 SuperSTARcie (2014), dziesiątej edycji programu Polsatu Dancing with the Stars. Taniec z gwiazdami (2019) oraz piątej edycji programu TVN Ameryka Express (2023). Jesienią 2024 brała udział w 21. edycji programu Twoja twarz brzmi znajomo, gdzie zajęła 5. miejsce.

## Życie prywatne
8 sierpnia 2008 w Konstancinie poślubiła wokalistę Tomka Makowieckiego. Mają dwoje dzieci, Teofila (ur. 1 stycznia 2010) i Gaję (ur. 5 lutego 2012). Pod koniec kwietnia 2019 rozwiedli się.
Reni Jusis urodziła się w Polsce, ale jej ojciec – Czesław Jusis – urodził się w Wilnie. W filmie dokumentalnym z serii Szlakiem Kolberga z 2019 roku Reni Jusis wspomina, że jeszcze przed wojną jej rodzina czuła się zarówno Polakami, jak i Litwinami.

## Dyskografia

### Albumy studyjne
| 1998 | Zakręcona - Data: 20 czerwca 1998 - Wydawca: Pomaton EMI - Format: CD, CS, digital download      | –  | - POL: złota płyta | - POL: 50 000+ |
| 1999 | Era Renifera - Data: 6 listopada 1999 - Wydawca: Pomaton EMI - Format: CD, CS, digital download  | –  |                    |                |
| 2001 | Elektrenika - Data: 25 czerwca 2001 - Wydawca: Pomaton EMI - Format: CD, CS, digital download    | 23 |                    |                |
| 2003 | Trans Misja - Data: 25 sierpnia 2003 - Wydawca: Pomaton EMI - Format: CD, CS, digital download   | 4  |                    | - POL: 25 000+ |
| 2006 | Magnes - Data: 5 czerwca 2006 - Wydawca: Pink Pong Records - Format: CD, digital download        | 4  |                    |                |
| 2009 | Iluzjon cz. I - Data: 27 kwietnia 2009 - Wydawca: Amfibia Records - Format: CD, digital download | 8  |                    |                |
| 2016 | BANG! - Data: 15 kwietnia 2016 - Wydawca: Sony Music - Format: CD, digital download              | 21 |                    |                |
| 2018 | Ćma - Data: 21 września 2018 - Wydawca: Sony Music - Format: CD, digital download                | 31 |                    |                |
| 2021 | Je suis Reni - Data: 14 lipca 2021 - Wydawca: Kayax - Format: CD, digital download               | 29 |                    |                |
|      | „–” album nie był notowany.                                                                      |    |                    |                |

### Single
| „Zakręcona”                                | 1998 | –  | – | 27 | 11 | – | Zakręcona                |  |
| „Graj więcej”                              | 1998 | –  | – | –  | 49 | – | Zakręcona                |  |
| „Byłeś serca biciem”                       | 1998 | –  | – | –  | 70 | – | Zakręcona                |  |
| „Dreadlock Holiday”                        | 1999 | –  | – | 50 | 44 | – | Era Renifera             |  |
| „W głowie woda”                            | 1999 | –  | – | –  | 64 | – | Era Renifera             |  |
| „Uciekaj – buzi, buzi”                     | 1999 | –  | – | –  | –  | – | Era Renifera             |  |
| „Miej oczy otwarte”                        | 1999 | –  | – | –  | –  | – | Era Renifera             |  |
| „Nic o mnie nie wiecie”                    | 2001 | –  | – | –  | –  | – | Elektrenika              |  |
| „Nigdy ciebie nie zapomnę”                 | 2001 | –  | – | –  | 49 | – | Elektrenika              |  |
| „Kiedyś cię znajdę”                        | 2003 | –  | – | 1  | 1  | 1 | Trans Misja              |  |
| „Ostatni raz (nim zniknę)”                 | 2003 | –  | – | 33 | 7  | 3 | Trans Misja              |  |
| „It’s Not Enough”                          | 2004 | –  | – | –  | 34 | – | Trans Misja              |  |
| „Kilka prostych prawd”                     | 2005 | –  | – | 26 | 3  | 1 | Magnes                   |  |
| „Magnes”                                   | 2006 | –  | – | 36 | 3  | 2 | Magnes                   |  |
| „Mixtura”                                  | 2006 | –  | – | –  | 3  | 4 | Magnes                   |  |
| „Niemy krzyk”                              | 2006 | –  | – | 34 | 13 | – | Magnes                   |  |
| „Motyle”                                   | 2007 | –  | – | –  | 29 | 2 | Magnes (Special Edition) |  |
| „A mogło być tak pięknie”                  | 2009 | –  | – | 33 | –  | 1 | Iluzjon cz. 1            |  |
| „Dwoje na huśtawce”                        | 2009 | –  | – | –  | –  | – | Iluzjon cz. 1            |  |
| „Bejbi Siter”                              | 2016 | –  | – | –  | 35 | – | BANG!                    |  |
| „Zombi świat”                              | 2016 | –  | – | –  | 11 | – | BANG!                    |  |
| „Delta”                                    | 2016 | –  | – | –  | –  | – | BANG!                    |  |
| „Tyyyle Miłości”                           | 2018 | –  | – | 54 | 41 | – | Ćma                      |  |
| „Ćma”                                      | 2018 | 21 | 4 | –  | 5  | 2 | Ćma                      |  |
| „Aureola”                                  | 2019 | –  | – | –  | 48 | – | Ćma                      |  |
| „Bez filtra”                               | 2019 | –  | – | –  | –  | – | Ćma                      |  |
| „Laisse tomber les filles”                 | 2020 | –  | – | –  | –  | – | Je suis Reni             |  |
| „Couleur Café”                             | 2020 | –  | – | –  | –  | – | Je suis Reni             |  |
| „Lété indien” (gościnnie: Łukasz Garlicki) | 2020 | –  | – | –  | –  | – | Je suis Reni             |  |
| „Sympathique”                              | 2020 | –  | – | –  | –  | – | Je suis Reni             |  |
| „Voyage Voyage”                            | 2021 | –  | – | –  | –  | – | Je suis Reni             |  |
| „Lawenda”                                  | 2021 | –  | – | –  | 34 | – | Je suis Reni             |  |
| „Kto pokocha?” (gościnnie: Frank Leen )    | 2024 | –  | – | –  | –  | – | Re Trans Misja           |  |
| „Ostatni raz” (gościnnie: Skubas )         | 2025 | –  | – | –  | –  | – | Re Trans Misja           |  |
| „–” singel nie był notowany.               |      |    |   |    |    |   |                          |  |

### Inne
| Album                                                       | Rok  | Uwagi                                                                           |
| ----------------------------------------------------------- | ---- | ------------------------------------------------------------------------------- |
| Yaro – Jazzda                                               | 1997 | gościnnie śpiew w utworach „Refrenata” i „Dziś jest pełnia”                     |
| Thinkadelic – Lek                                           | 1998 | gościnnie śpiew w utworze „Jesteś lekiem na całe zło / Lek”                     |
| JedenSiedem – Wielka niewiadoma                             | 2000 | gościnnie śpiew w utworze „To, co ukryć chcesz”                                 |
| Pih – Nie ma miejsca jak dom                                | 2002 | gościnnie śpiew w utworze „To co ukryć chcesz (wersja przed '99 przed cenzurą)” |
| Nigdy w życiu! (ścieżka dźwiękowa)                          | 2004 | „Kiedyś cię znajdę”                                                             |
| Sidney Polak – Sidney Polak                                 | 2005 | gościnnie śpiew w utworze „Stop Global Experiment”                              |
| Magda M. – Piosenki nie tylko o miłości (kompilacja)        | 2006 | „Kiedyś cię znajdę”                                                             |
| Tylko mnie kochaj (ścieżka dźwiękowa)                       | 2006 | „Kto pokocha”                                                                   |
| Magda M. – Piosenki nie tylko o miłości, vol.2 (kompilacja) | 2006 | „Nic o mnie nie wiecie”                                                         |
| Wilki – MTV Unplugged                                       | 2009 | gościnnie śpiew w utworze „Beniamin”                                            |
| Miss Polski – Fitness                                       | 2010 | gościnnie śpiew w utworze „Specjaliści w nocy”                                  |
| Muzyka z serca 2011 (kompilacja)                            | 2011 | wykonanie utworu „Tęsknię” w duecie z Lesławem Żurkiem                          |
| Thekayetan – Dla nas dom                                    | 2021 | gościnnie śpiew w utworze „Pole widzenia”                                       |

## Teledyski
| Tytuł                       | Rok  | Reżyseria                         | Album                                 |
| --------------------------- | ---- | --------------------------------- | ------------------------------------- |
| „Zakręcona”                 | 1998 | Tomasz Nalewajek                  | Zakręcona                             |
| „Graj więcej”               | 1998 | –                                 | Zakręcona                             |
| „W głowie woda”             | 1999 | Tomasz Nalewajek                  | Era Renifera                          |
| „Miej oczy otwarte”         | 1999 | –                                 | Era Renifera                          |
| „Nic o mnie nie wiecie”     | 2001 | –                                 | Elektrenika                           |
| „Nigdy Ciebie nie zapomnę”  | 2001 | –                                 | Elektrenika                           |
| „Kiedyś Cię znajdę”         | 2003 | Monika Chojnacka                  | Trans Misja                           |
| „Ostatni raz (nim zniknę)”  | 2003 | –                                 | Trans Misja                           |
| „It’s Not Enough”           | 2004 | Anna Maliszewska                  | Trans Misja                           |
| „Let’s Play Pink Ping-Pong” | 2004 | –                                 | Trans Misja                           |
| „Kilka prostych prawd”      | 2006 | –                                 | Magnes                                |
| „Magnes”                    | 2006 | –                                 | Magnes                                |
| „Niemy krzyk”               | 2006 | –                                 | Magnes                                |
| „Kto pokocha”               | 2006 | Janek Gazicki                     | Tylko mnie kochaj (ścieżka dźwiękowa) |
| „Motyle”                    | 2007 | Kasia Garstka, Tomek Niedźwiedź   | –                                     |
| „A mogło być tak pięknie”   | 2009 | Bartek Prokopowicz                | Iluzjon cz. I                         |
| „Dwoje na huśtawce”         | 2010 | Michał Przytuła, Łukasz Murgrabia | Iluzjon cz. I                         |
| „Bejbi Siter”               | 2016 | Paweł Łyszczarz                   | BANG!                                 |
| „Zombi Świat”               | 2016 | Dominika Podczaska                | BANG!                                 |
| „Delta”                     | 2016 | Reni Jusis                        | BANG!                                 |
| „Tyyyle miłości”            | 2018 | Aleksandra Przytuła               | Ćma                                   |
| „Ćma”                       | 2018 | Stendek                           | Ćma                                   |
| „Aureola”                   | 2019 | Stendek                           | Ćma                                   |
| „Laisse tomber les filles”  | 2020 | Panoramix                         | Je suis Reni                          |
| „Couleur Café”              | 2020 | Panoramix                         | Je suis Reni                          |
| „Lété indien”               | 2020 | Panoramix                         | Je suis Reni                          |
| „Sympathique”               | 2020 | Panoramix                         | Je suis Reni                          |
| „Voyage Voyage”             | 2021 | Panoramix                         | Je suis Reni                          |

## Nagrody i wyróżnienia
| Rok  | Kategoria                                          | Tytułem           | Nagroda        | Nota      | Źródło |
| ---- | -------------------------------------------------- | ----------------- | -------------- | --------- | ------ |
| 1998 | Piosenka roku                                      | Zakręcona         | Fryderyki 1998 | Laur      | [ 3 ]  |
| 1998 | Wokalistka roku                                    | Reni Jusis        | Fryderyki 1998 | Nominacja | [ 3 ]  |
| 1998 | Fonograficzny debiut                               | Reni Jusis        | Fryderyki 1998 | Laur      | [ 3 ]  |
| 1998 | Album roku – rap & hip-hop                         | Zakręcona         | Fryderyki 1998 | Laur      | [ 3 ]  |
| 1998 | Teledysk Roku                                      | Zakręcona         | Fryderyki 1998 | Nominacja | [ 3 ]  |
| 1999 | Album Roku – Pop                                   | Erarenifera       | Fryderyki 1999 | Nominacja | [ 4 ]  |
| 1999 | Teledysk roku                                      | W głowie woda     | Fryderyki 1999 | Nominacja | [ 4 ]  |
| 2001 | Wokalistka roku                                    | Reni Jusis        | Fryderyki 2001 | Nominacja | [ 66 ] |
| 2001 | Album Roku – Techno / Elektronika / Dance          | Elektrenika       | Fryderyki 2001 | Nominacja | [ 66 ] |
| 2003 | Produkcja muzyczna roku                            | Kiedyś cię znajdę | Fryderyki 2003 | Nominacja | [ 62 ] |
| 2003 | Album roku muzyka klubowa                          | Trans misja       | Fryderyki 2003 | Laur      | [ 62 ] |
| 2003 | Wokalistka roku                                    | Reni Jusis        | Fryderyki 2003 | Nominacja | [ 62 ] |
| 2003 | Wideoklip roku                                     | Kiedyś cię znajdę | Fryderyki 2003 | Nominacja | [ 62 ] |
| 2003 | Piosenka roku                                      | Kiedyś cię znajdę | Fryderyki 2003 | Nominacja | [ 62 ] |
| 2004 | Wideoklip roku                                     | It’s Not Enough   | Fryderyki 2004 | Nominacja | [ 7 ]  |
| 2006 | Wydawnictwo specjalne – najlepsza oprawa graficzna | Magnes            | Fryderyki 2006 | Nominacja | [ 67 ] |
| 2006 | Album roku muzyka klubowa                          | Magnes            | Fryderyki 2006 | Laur      | [ 67 ] |
| 2006 | Wokalistka roku                                    | Reni Jusis        | Fryderyki 2006 | Nominacja | [ 67 ] |
| 2010 | Album roku – muzyka poetycka                       | Iluzjon cz. I     | Fryderyki 2010 | Nominacja | [ 11 ] |
| 2017 | Album roku – Elektronika                           | BANG!             | Fryderyki 2017 | Laur      | [ 68 ] |